# Vaux-sur-Saint-Urbain
Pour les articles homonymes, voir Vaux.
Vaux-sur-Saint-Urbain est une commune française située dans l'Ornois dans le département de la Haute-Marne, en région Grand Est.

## Géographie

### Localisation
Le village est situé à treize kilomètres au sud-est de Joinville.
|         | Saint-Urbain-Maconcourt |                    |
|         | Vaux-sur-Saint-Urbain   | Domremy-Landéville |
| Donjeux | Doulaincourt-Saucourt   |                    |

### Relief et géologie
Vaux-sur-Saint-Urbain possède des coteaux bien exposés au sud, protégés par un relief qui les expose moins aux gelées printanières. De ce fait, très tôt, des vignes furent plantées sur ces coteaux à Vaux. Vaux était le troisième vignoble en superficie (200 ha en 1882) du canton de Doulaincourt, après ceux de Saint-Urbain et de Mussey-sur-Marne.

### Hydrographie
La commune est dans la région hydrographique « la Seine de sa source au confluent de l'Oise (exclu) » au sein du bassin Seine-Normandie. Elle est drainée par le cours d'eau 01 de la Fourtelle,.

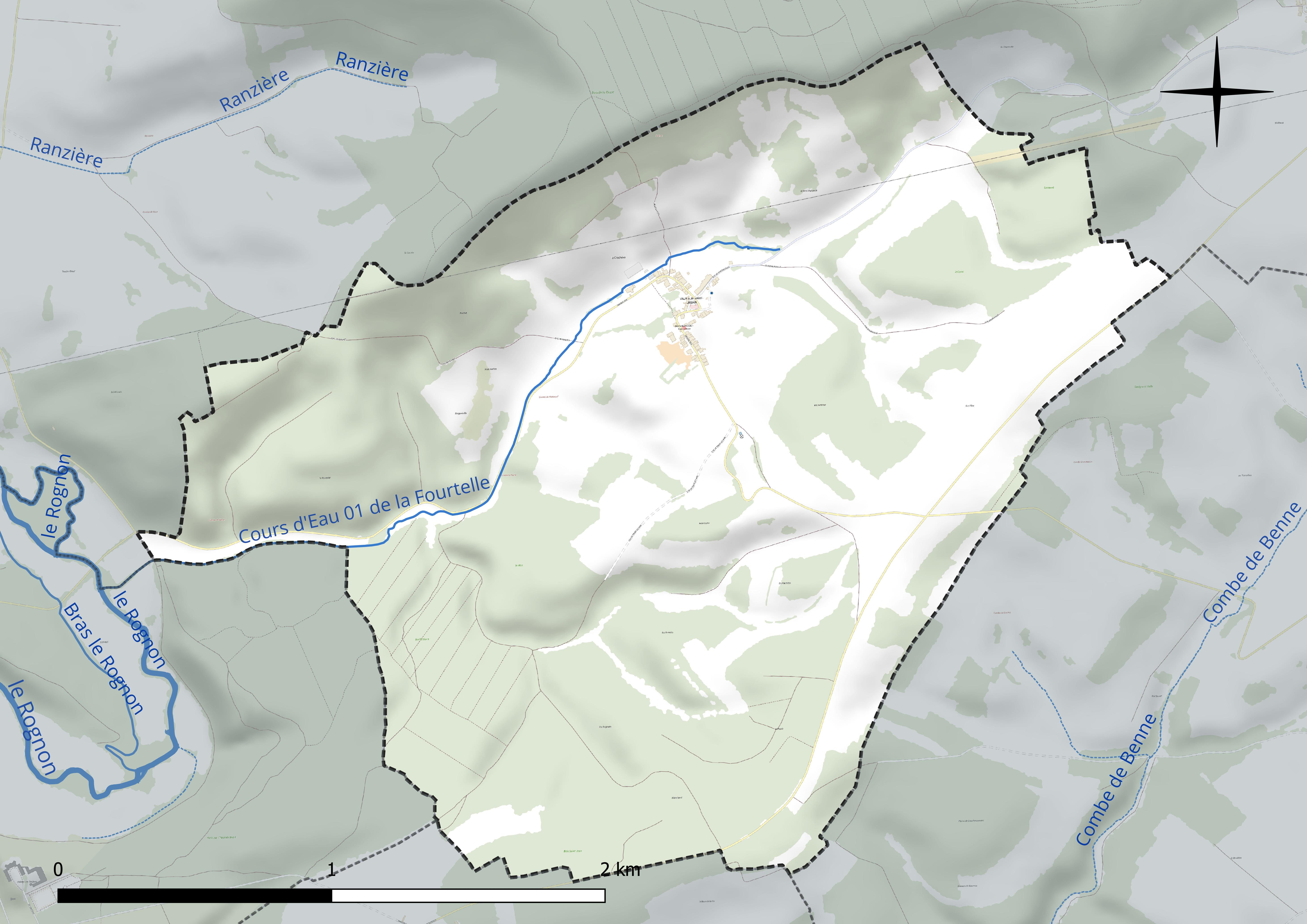
Réseau hydrographique de Vaux-sur-Saint-Urbain.

### Climat
Pour des articles plus généraux, voir Climat du Grand Est et Climat de la Haute-Marne.
En 2010, le climat de la commune est de type climat de montagne, selon une étude du Centre national de la recherche scientifique s'appuyant sur une série de données couvrant la période 1971-2000. En 2020, Météo-France publie une typologie des climats de la France métropolitaine dans laquelle la commune est exposée à un climat océanique altéré et est dans la région climatique  Lorraine, plateau de Langres, Morvan, caractérisée par un hiver rude (1,5 °C), des vents modérés et des brouillards fréquents en automne et hiver. 
Pour la période 1971-2000, la température annuelle moyenne est de 10 °C, avec une amplitude thermique annuelle de 16,2 °C. Le cumul annuel moyen de précipitations est de 1 010 mm, avec 13,6 jours de précipitations en janvier et 9,6 jours en juillet. Pour la période 1991-2020, la température moyenne annuelle observée sur la station météorologique de Météo-France la plus proche, « Blécourt », sur la commune de Blécourt à 9 km à vol d'oiseau, est de 10,8 °C et le cumul annuel moyen de précipitations est de 879,6 mm. 
La température maximale relevée sur cette station est de 40,2 °C, atteinte le 25 juillet 2019 ; la température minimale est de −18 °C, atteinte le 20 décembre 2009,,. 
Les paramètres climatiques de la commune ont été estimés pour le milieu du siècle (2041-2070) selon différents scénarios d'émission de gaz à effet de serre à partir des nouvelles projections climatiques de référence DRIAS-2020. Ils sont consultables sur un site dédié publié par Météo-France en novembre 2022.

## Urbanisme

### Typologie
Au 1er janvier 2024, Vaux-sur-Saint-Urbain est catégorisée commune rurale à habitat dispersé, selon la nouvelle grille communale de densité à sept niveaux définie par l'Insee en 2022.
Elle est située hors unité urbaine. Par ailleurs la commune fait partie de l'aire d'attraction de Joinville, dont elle est une commune de la couronne,. Cette aire, qui regroupe 31 communes, est catégorisée dans les aires de moins de 50 000 habitants,.

### Occupation des sols
L'occupation des sols de la commune, telle qu'elle ressort de la base de données européenne d’occupation biophysique des sols Corine Land Cover (CLC), est marquée par l'importance des forêts et milieux semi-naturels (64,8 % en 2018), en diminution par rapport à 1990 (66,7 %). La répartition détaillée en 2018 est la suivante : 
forêts (57,1 %), terres arables (18,8 %), prairies (16,3 %), milieux à végétation arbustive et/ou herbacée (7,8 %). L'évolution de l’occupation des sols de la commune et de ses infrastructures peut être observée sur les différentes représentations cartographiques du territoire : la carte de Cassini (XVIIIe siècle), la carte d'état-major (1820-1866) et les cartes ou photos aériennes de l'IGN pour la période actuelle (1950 à aujourd'hui).

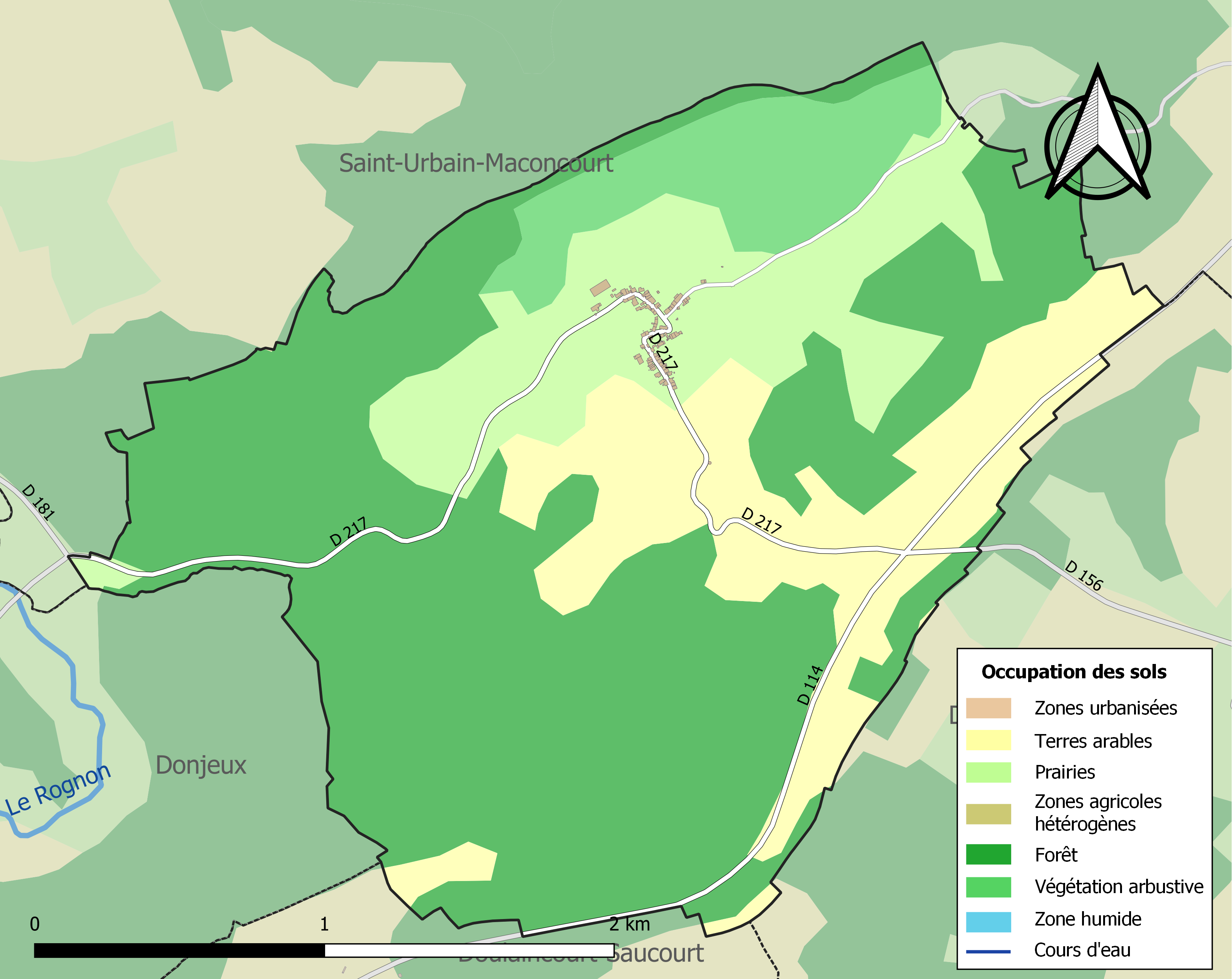
Carte des infrastructures et de l'occupation des sols de la commune en 2018 (CLC).

## Histoire
Vaux est reconnu pour être l'un des plus anciens villages de la région.
Des fouilles, effectuées au XIXe siècle, dont la teneur a été rapportée par un cercle d'érudits du département à l'époque, ont montré l'existence de tombeaux datant de l'époque gallo-romaine. Des pierres taillées (pour la construction), des meules de moulins à bras, etc. ont été trouvées à plusieurs endroits de la commune, à proximité d’un chemin que beaucoup s'accordent à considérer comme une voie romaine, un diverticule d'importance en tout cas. Des villas gallo-romaines semblent donc exister dès cette époque à Vaux. Des anciens signalent par ailleurs l'existence de « thermes ». Rien, aujourd'hui, ne vient encore démontrer cette observation.
Lors de l'été 2005, des amateurs passionnés d’histoire ont retrouvé quelques pièces de monnaie anciennes, dont certaines d’époque romaine, complétant ainsi des découvertes plus anciennes : - Trajan, Marc Aurèle, Constantin II et Antonin le Pieux ( ?) – ainsi que quelques liards de Lorraine et de France (Louis XV).
Le village semble donc avoir été habité depuis très longtemps, d’une manière constante, surtout si l'on ajoute à ces découvertes un anneau de bronze « coulé-fermé », datant de –500 environ av. J.-C. et provenant certainement d’une tombe (on en a trouvé de semblables à Gourzon et à Nijon provenant de nécropoles très anciennes). Cet objet a été remarqué, lui aussi, le long de la « voie romaine », ce qui montre que ce chemin était déjà existant bien avant la pacification romaine (vers -52 av. J.-C.). Ce très vieux chemin a donc été « romanisé » dès la pacification de César.
La tradition rapporte qu’un certain Fornarius, « l'homme du four, boulanger ? », né à Vaux, chrétien des premiers jours, fut martyrisé dans l'amphithéâtre de Grand par les troupes de Julien.
La première mention connue de Vaux (Vallis in Pago Ornensi) est faite dans un acte notarié de 851 dans lequel, Tedacia, une certaine Dame, se donne, elle, ses biens et ses deux fils, à l'abbaye Saint-Pierre de Montier-en-Der.
Une communauté de bénédictins se serait installée très tôt à Vaux (au VIIIe siècle). Ils y construisirent l’église primitive dont il ne subsiste que quelques éléments sculpturaux ayant servi à décorer l’église actuelle, qui date du XIIIe siècle. On trouve la trace de « largesses » ou de « dons », faits à cette « abbaye », au XIe, « Vallis in Pago Ornensi » par un Seigneur de Joinville, Geoffroy III, descendant d’Étienne de Vaux. Il s'agissait certainement d'un grand prieuré : au XIXe siècle, on a retrouvé les traces d'une construction ressemblant fort à un couvent : quelques moines de l'abbaye de Saint-Urbain se seront donc installés très tôt dans ce village.
Le premier seigneur de Joinville, Étienne de Vaux, ancêtre de Jean de Joinville, est né à Vaux. Il quitta le village pour s'installer à Joinville dans les années 1025/1027.  L'emplacement présumé de son premier castel patrimonial se trouverait près de la Combe Beudin, où l’on pouvait observer, encore au milieu du XIXe, des ruines de murailles attestant de la position d’une place forte très ancienne à cet endroit.
Vaux, dépendait à la veille de la Révolution du diocèse de Toul pour les affaires religieuses, de la généralité de Champagne (Châlons) pour les impôts, de la Prévôté d’Andelot (bailliage de Chaumont) pour la justice. Sa population était alors d’environ 190 habitants.
Dans la deuxième partie du XIXe siècle, grâce au vignoble, sa population atteindra  environ 350 habitants. Certains viticulteurs seront récompensés par des médailles de vermeil, d'argent et de bronze, attribuées par les comices agricoles, pour leur culture avisée de la vigne (en ligne, la majorité des vignes était alors cultivée « en foule », méthode héritée des moines de l’abbaye royale de Saint-Urbain) et pour la qualité de leurs vins.

## Politique et administration

### Liste des maires
| Période                                  | Période  | Identité        | Étiquette | Qualité |
| ---------------------------------------- | -------- | --------------- | --------- | ------- |
| Les données manquantes sont à compléter. |          |                 |           |         |
| 2006                                     | 2008     | Denis Collas    |           |         |
| 2008                                     | En cours | Christelle Piot |           |         |

## Population et société

### Démographie
L'évolution du nombre d'habitants est connue à travers les recensements de la population effectués dans la commune depuis 1793. Pour les communes de moins de 10 000 habitants, une enquête de recensement portant sur toute la population est réalisée tous les cinq ans, les populations de référence des années intermédiaires étant quant à elles estimées par interpolation ou extrapolation. Pour la commune, le premier recensement exhaustif entrant dans le cadre du nouveau dispositif a été réalisé en 2008.

En 2022, la commune comptait 56 habitants, en évolution de −1,75 % par rapport à 2016 (Haute-Marne : −4,62 %, France hors Mayotte : +2,11 %).
| 1793 | 1800 | 1806 | 1821 | 1831 | 1836 | 1841 | 1846 | 1851 |
| ---- | ---- | ---- | ---- | ---- | ---- | ---- | ---- | ---- |
| 195  | 219  | 253  | 252  | 285  | 312  | 321  | 327  | 317  |

| 1856 | 1861 | 1866 | 1872 | 1876 | 1881 | 1886 | 1891 | 1896 |
| ---- | ---- | ---- | ---- | ---- | ---- | ---- | ---- | ---- |
| 293  | 280  | 269  | 275  | 254  | 261  | 269  | 242  | 235  |

| 1901 | 1906 | 1911 | 1921 | 1926 | 1931 | 1936 | 1946 | 1954 |
| ---- | ---- | ---- | ---- | ---- | ---- | ---- | ---- | ---- |
| 195  | 171  | 129  | 108  | 83   | 83   | 73   | 65   | 96   |

| 1962 | 1968 | 1975 | 1982 | 1990 | 1999 | 2006 | 2008 | 2013 |
| ---- | ---- | ---- | ---- | ---- | ---- | ---- | ---- | ---- |
| 90   | 83   | 89   | 67   | 55   | 43   | 52   | 54   | 60   |

| 2018 | 2022 | - | - | - | - | - | - | - |
| ---- | ---- | - | - | - | - | - | - | - |
| 57   | 56   | - | - | - | - | - | - | - |

## Économie
Une seule grande ferme existe encore, en 2005, dans le village. Tous les autres habitants sont employés aux alentours, dans l'industrie, le commerce ou le tertiaire.
Les habitants s'efforcent aujourd'hui de réhabiliter un modeste vignoble (27 ares), sous forme associative, pour redonner vie au village.

## Culture locale et patrimoine

### Monuments et lieux historiques
- De la période gallo-romaine, seules subsistent quelques portions d’une voie romaine (N° IX Jolibois) qui reliait Langres pour  desservir de nombreux camps romains, certains très voisins de Vaux comme Poissons, ou Noncourt-sur-le-Rongeant, et Le Châtelet de Gourzon sur la commune de Bayard-sur-Marne), Perthes, Vitry, Châlons et enfin Reims. C’est une voie secondaire dont l'importance militaire fut indéniable.
- Église Saint-Rémi, du XIIIe siècle
  - le chevet est orné de sculptures mérovingiennes
  - des signes lapidaires sur les contreforts de l'abside, signes qu'on retrouve aussi sur l'église de Saint-Urbain.
- Lavoir restauré dans les années 1990, dont l'emplacement de la fontaine d'origine date de l'Antiquité.
- Trois calvaires, à l'entrée de chaque route du village, dont deux du début XIXe (1802).
- Un remembrement, en 1991, a permis de remettre en état de nombreux chemins propices à de très belles promenades champêtres et sylvestres.

### Héraldique
| Armes de Vaux-sur-Saint-Urbain | Les armes de Vaux-sur-Saint-Urbain se blasonnent ainsi : D'azur à trois broyes d'or rangées en pal. |